# Kermodebjørn
Kermodebjørn (Ursus americanus kermodei) er en underart af den amerikanske sortbjørn, som kun findes i Britisk Columbia, Canada. Underarten er primært kendt for at 1 ud af 10 bjørne har hvid eller cremefarvet pels. Dette skyldes et recessivt gen. Arten er ikke mere beslægtet med isbjørne end andre sortbjørne. Der er kun en enkelt hvid kermodebjørn, som bliver holdt i fangenskab på verdensplan. 